# Deepti Sati
Deepti Sati es una actriz y modelo de cine india que aparece predominantemente en películas malayalam. También ha aparecido en películas en kannada, marathi, tamil y telugu. Fue coronada Miss Kerala en 2014.

## Carrera
Deepti Sati comenzó su carrera como modelo con un concurso llamado Pantaloon Fresh Face Hunt.  Deepti Sati ganó el título de Impresario Miss Kerala 2012. Fue una de las diez finalistas de Femina Miss India 2014 y también recibió los títulos Miss. Talented 2014 & Miss. Iron Maiden 2014. También ganó el título Navy Queen 2013 y fue la primera finalista en el certamen Indian Princess 2013. Deepti Sati es una bailarina entrenada en la forma de danza clásica india llamada Kathak, así como en Bharatanatyam, y ha recibido formación desde que tenía tres años.
Deepti Sati hizo su debut actoral junto a Vijay Babu y Ann Augustine en la película malayalam de 2015 Nee-Na, dirigida por Lal Jose, en la que interpretó al personaje principal como directora creativa de una compañía publicitaria.  Impresionó a la audiencia con su poderoso carácter marimacho.